# Bremgarten-Rundstrecke

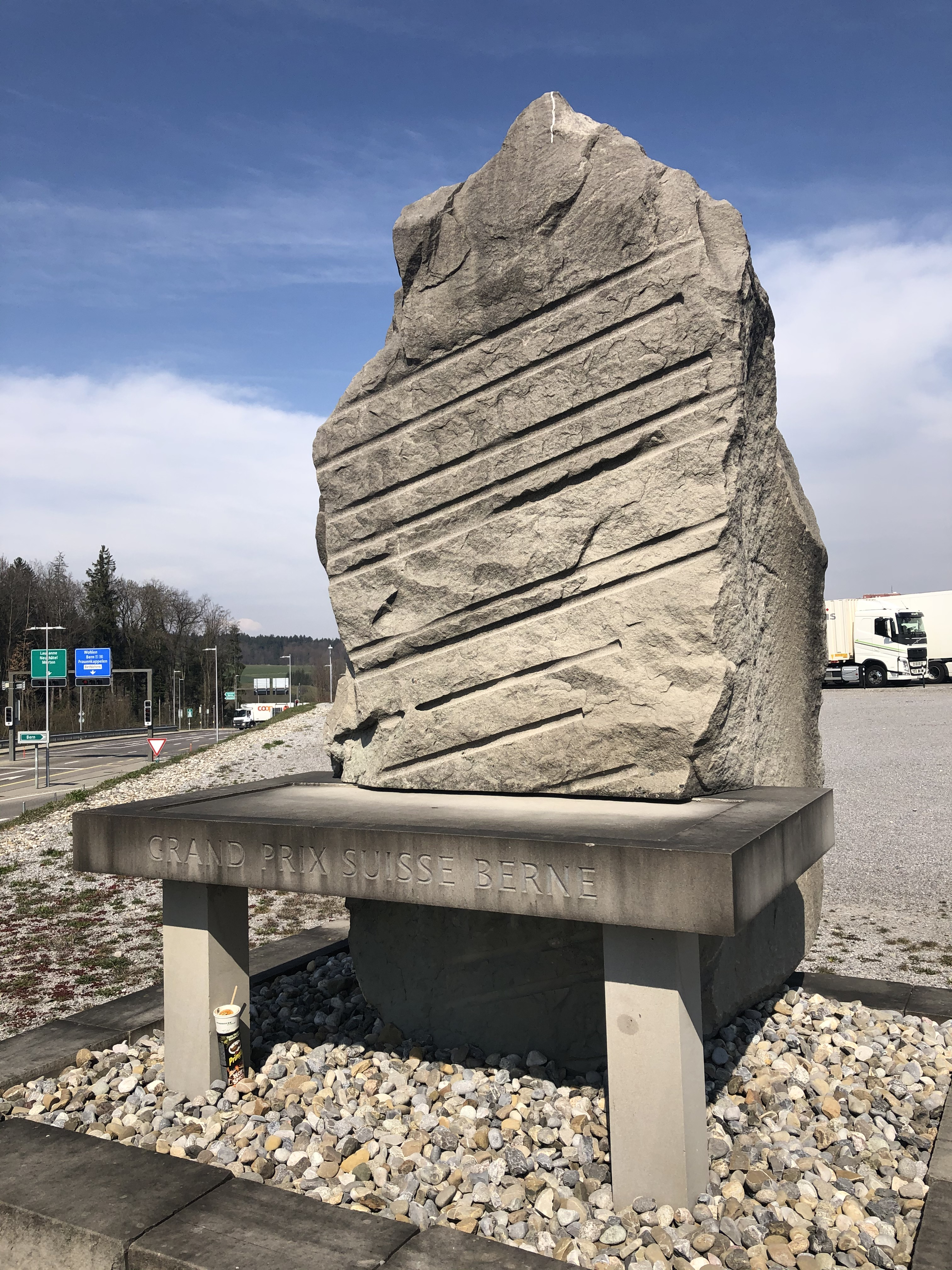
Gedenkstein Grand Prix Suisse in Bern-Brünnen

Die Bremgarten-Rundstrecke (umgangssprachlich Bremer genannt) war eine 7,28 Kilometer lange Motorsport-Rennstrecke im Bremgartenwald auf dem Gebiet der Stadt Bern (Schweiz). Auf dem Strassenkurs wurde u. a. der Grosse Preis der Schweiz ausgetragen.

## Geschichte

### 1931–1939
Die Rennstrecke wurde 1931 als eine Motorradrennstrecke in den Wäldern nördlich von Bern erbaut. Die Strecke hatte keine Geraden, sondern bestand aus vielen Hochgeschwindigkeitskurven.
Zwischen 1931 und 1937 fand auf der Strecke der Grosse Preis der Schweiz für Motorräder statt. Im letzten Jahr wurde das Rennen von der F.I.C.M. sogar als Grosser Preis von Europa veranstaltet und war damit entscheidend für die Vergabe der Motorrad-EM-Titel in dieser Saison.
Bereits 1934 wurde das erste Automobilrennen auf dieser Strecke ausgetragen, bei dem gleich ein tödlicher Unfall passierte, der Hugh Hamilton das Leben kostete. Von Beginn an waren die dreispurigen Strassen Bremgartens durch schlechte Lichtverhältnisse und wechselnde Fahrbahnoberflächen ein sehr gefährlicher Kurs, speziell im Nassen. Von 1935 bis 1939 zählte das Rennen um den Großen Preis der Schweiz auf dem Kurs in Bremgarten zu den Grandes Épreuves für die Grand-Prix-Europameisterschaft. Von den insgesamt sechs vor dem Zweiten Weltkrieg ausgetragenen Rennen konnte Rudolf Caracciola drei für sich entscheiden.

### 1947–1954

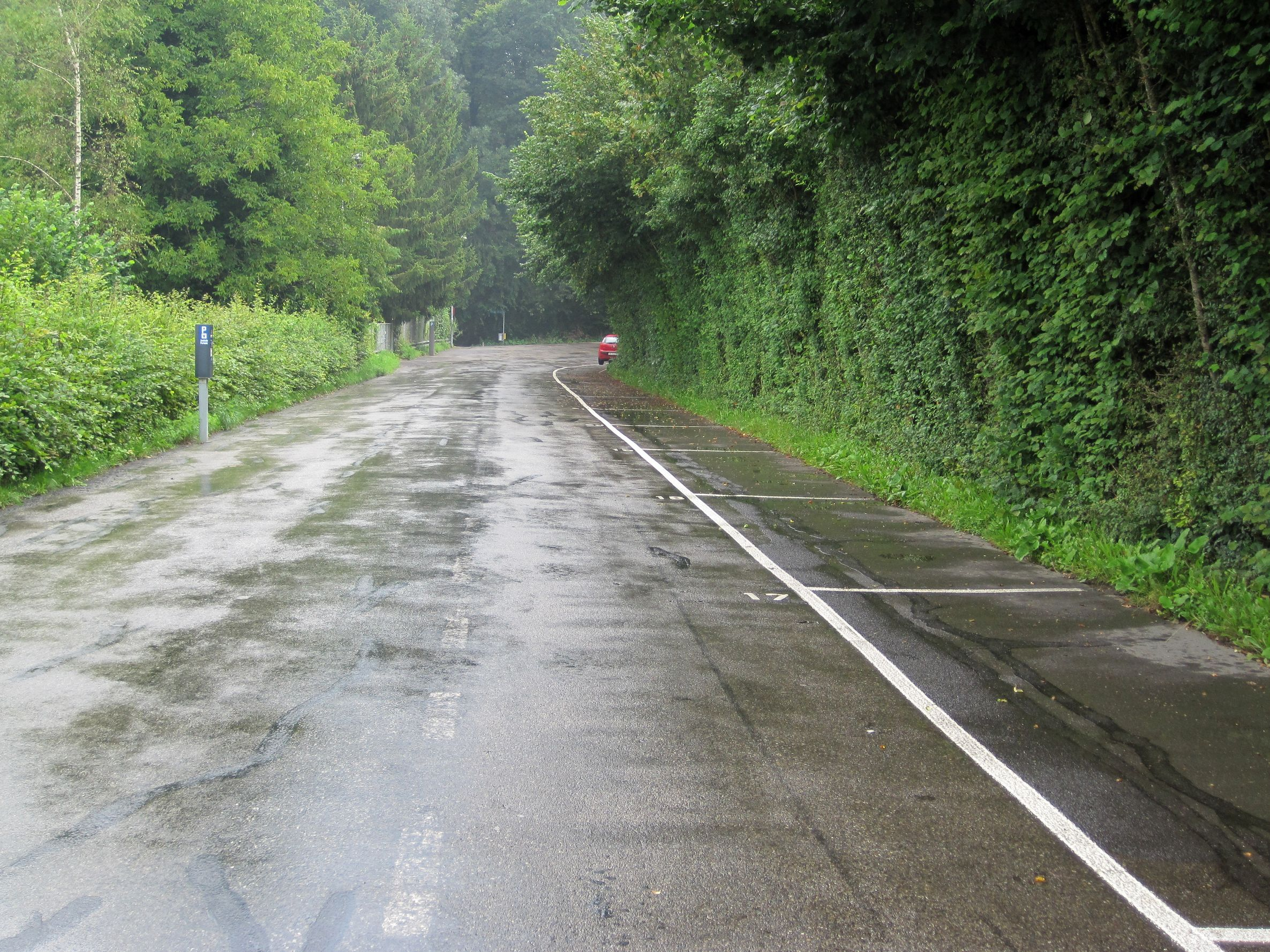
Tennikurve, von Südwest aus gesehen, 2014

1947 fand der erste Nachkriegs-Motorrad-Grand-Prix statt, der auch wieder gleichzeitig das EM-Rennen war. Im Jahr 1949 und von 1951 bis 1954 wurde in Bremgarten der Grosse Preis der Schweiz im Rahmen der Motorrad-Weltmeisterschaft ausgetragen. 1948 und 1950 fand der Grand Prix der Schweiz auf dem Circuit des Nations in Genf statt, sodass ein Grosser Preis von Bern veranstaltet wurde. Im Jahr 1948 kam dabei der zweifache Europameister Omobono Tenni aus Italien bei einem Sturz in der zweiten Eymatt-Kurve ums Leben. In dieser Kurve, die daraufhin nach Tenni benannt worden war, verunglückte 1952 der dreifache Vize-Weltmeister der Gespann-Klasse Ercole Frigerio ebenfalls tödlich.
Nach dem Krieg wurden zwischen 1947 und 1949 wiederum drei Läufe der Grand-Prix-Saison für Automobile in Bremgarten ausgetragen. Beim Grand Prix im Jahr 1948 ereigneten sich drei tödliche Unfälle. Neben dem Motorradfahrer Tenni kamen der Italiener Achille Varzi und der Schweizer Christian Kautz ums Leben. 1950 wurde das Rennen als Grand Prix von Bremgarten Bestandteil der neu gegründeten Formel 1 und blieb bis 1954 im Rennkalender.

### Seit 1955

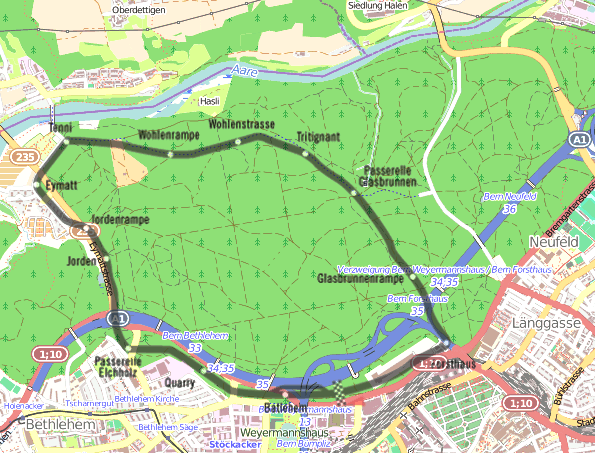
Ehemaliger Verlauf der Rennstrecke im Bremgartenwald

Seit 1955 wird, mit Ausnahme von Bergrennen und Rallyes, in Bremgarten keine offizielle Motorsportveranstaltung mehr ausgetragen, da seit der Katastrophe bei den 24 Stunden von Le Mans 1955 in der Schweiz Rundstreckenrennen bis 2022 verboten waren. 1961 wurden auf der Strecke die Strassen-Radweltmeisterschaften ausgetragen. In Bern-Brünnen wurde ein Gedenkstein an diese Rennstrecke aufgestellt.
Teilweise folgen noch heute (2014) Straßen dem damaligen Verlauf, aber Reste des Parcours sind nicht mehr aufzufinden.

## Statistik

### Alle Sieger von Formel-1-Rennen in Bremgarten
| Nr. | Jahr | Fahrer             | Konstrukteur | Motor      | Reifen | Zeit        | Streckenlänge | Runden | Ø-Tempo      | Datum      | GP der  |
| --- | ---- | ------------------ | ------------ | ---------- | ------ | ----------- | ------------- | ------ | ------------ | ---------- | ------- |
| 1   | 1950 | Giuseppe Farina    | Alfa Romeo   | Alfa Romeo | P      | 2:02:53,7 h | 7,28 km       | 42     | 149,279 km/h | 4. Juni    | Schweiz |
| 2   | 1951 | Juan Manuel Fangio | Alfa Romeo   | Alfa Romeo | P      | 2:07:53,6 h | 7,28 km       | 42     | 143,445 km/h | 27. Mai    | Schweiz |
| 3   | 1952 | Piero Taruffi      | Ferrari      | Ferrari    | P      | 3:01:46,1 h | 7,28 km       | 62     | 148,990 km/h | 18. Mai    | Schweiz |
| 4   | 1953 | Alberto Ascari     | Ferrari      | Ferrari    | P      | 3:01:34,4 h | 7,28 km       | 65     | 156,367 km/h | 23. August | Schweiz |
| 5   | 1954 | Juan Manuel Fangio | Mercedes     | Mercedes   | C      | 3:00:34,5 h | 7,28 km       | 66     | 159,650 km/h | 22. August | Schweiz |

Rekordsieger
Fahrer: Juan Manuel Fangio (2) • Fahrernationen: Italien (3) • Konstrukteure: Alfa Romeo/Ferrari (je 2) • Motorenhersteller: Alfa Romeo/Ferrari (je 2) • Reifenhersteller: Pirelli (4)